# Walt Disney World Casting Center
Walt Disney World Casting Center est le centre de recrutement des futurs employés du Walt Disney World Resort. Les formations sont quant à elles gérées et tenues dans un autre édifice, la Disney University.

## Historique
Au milieu des années 1980, le développement de Walt Disney World Resort avec l'ouverture de Epcot et la construction de Disney-MGM Studios requiert le recrutement de milliers d'employés, non seulement les acteurs, danseurs et autres artistes, mais également tous les métiers nécessaires à la marche de l'entreprise (agents d'entretien, chauffeur de bus, cuisiniers, etc.).
Le nombre d'entretiens d'embauche (près de 100 000 par an) rend nécessaire la construction d'un bâtiment qui leur serait dédié.
Walt Disney World Resort décida sous l'impulsion de Michael D.Eisner, fraîchement promu Pdg, d'en faire un emblème de la société à travers son architecte extérieure et sa décoration intérieure.
Inauguré le 27 mars 1989, il est situé le long de l'autoroute I-4, juste avant le Team Disney Building et indique clairement sa fonction avec "Casting" en grands caractères devant la façade du bâtiment.

## Thème références
Robert A. M. Stern est le maître d'œuvre non seulement de l'architecture des bâtiments, mais également celui du concept de la circulation interne.
Stern s'est inspiré des bâtiments vénitiens et joue avec certaines similitudes entre la Floride et Venise : horizon plat, croisement intime de la terre et de l'eau.
Il l'accompagne d'abondantes références au monde de Mickey (pommeau de porte, colonnade, fresque, vitraux, salle d'attente, etc.).
À l'intérieur, le couloir d'accès à la réception présente une longueur inhabituelle et une décoration de manière que les impétrants s'imprègnent de « l'esprit Disney ».

## L'organisation du bâtiment

### L'extérieur
Le bâtiment présente sur ses façades extérieures, un motif inspiré des habits d'Arlequin avec une alternance de couleur blanche et jaune ocre.
Le bâtiment se découpe en trois sections et deux étages: deux pavillons différents, surmontés chacun d'un pyramidion et reliés par un bâtiment plus allongé.
Si les fenêtres du premier niveau sont de forme rectangulaires, certaines grandes fenêtres du deuxième niveau présentent une extrémité supérieure en pointe et de fausses jalousies marquent les angles des deux pavillons.
Des têtes de Mickey stylisées dans des cadres bleu pâle soulignent le parapet du toit.

### L'intérieur
L'entrée principale s'effectue par le pavillon de gauche en arrivant de l'autoroute.
Cette entrée est coiffée par un auvent évoquant une aile d'avion et réalisé en acier inoxydable.
Elle permet d'accéder à une petite rotonde qui possède une coupole bleutée et étoilée. Sur son pourtour, se dressent des colonnades surmontées de statues dorées reproduisant les personnages des dessins animés de Disney.
L'accès se poursuit à travers un long couloir montant en pente douce vers le deuxième niveau et qui traverse toute la partie centrale du bâtiment. Les murs reproduisent des scènes des dessins animés de Mickey, des images de Walt Disney World et même de l'autoroute. Le plafond reprend les personnages de Peter Pan. Un pont inspiré du Pont des Soupirs est dressé au milieu du parcours.
Ce couloir permet d'accéder finalement à la salle d'attente et de réception, au milieu de laquelle trône une sculpture en verre du château de Disneyland.
Il se poursuit mais cette fois au niveau du deuxième étage avec tout le long les bureaux servant aux entretiens d'embauche.